# Trbojsko jezero
Trbojsko jezero, također i Mavčičko jezero i Kranjsko jezero je umjetno jezero zapadno od sela Trboje u općini Šenčur u sjeverozapadnoj Sloveniji. Nastalo je 1986. godine kao akumulacija za hidroelektranu Mavčiče pregrađivanjem rijeke Save.
Jezero je katastarski podijeljeno između općina Šenčur, Kranj i Medvode. Prostire se na površini od jednog četvornog kilometra i duboko je 17 metara. Pošto je jezero potopilo dio savske klisure Zarice, okruženo je strmim obalama i konglomeratnim liticama u sjevernom dijelu. Uz obalu jezera smješteno je nekoliko sela: od juga prema sjeveru to su Moše, Trboje i Žerjavka na istočnoj strani, te Mavčiče, Praše i Jama na zapadnoj strani.
Jezero je poznato po svojoj fauni koja uključuje brojne vrste riba, posebice šarane i čak oko 140 vrsta ptica. Rijetko je i najveće gnjezdilište velikog ronca u Sloveniji. Uz njegovu obalu raste i niz alpskih vrsta biljaka, među kojima je i planinski runolist. Popularno je mjesto za ribolov i vožnju čamcem.